# La Concordia (Uruguay)

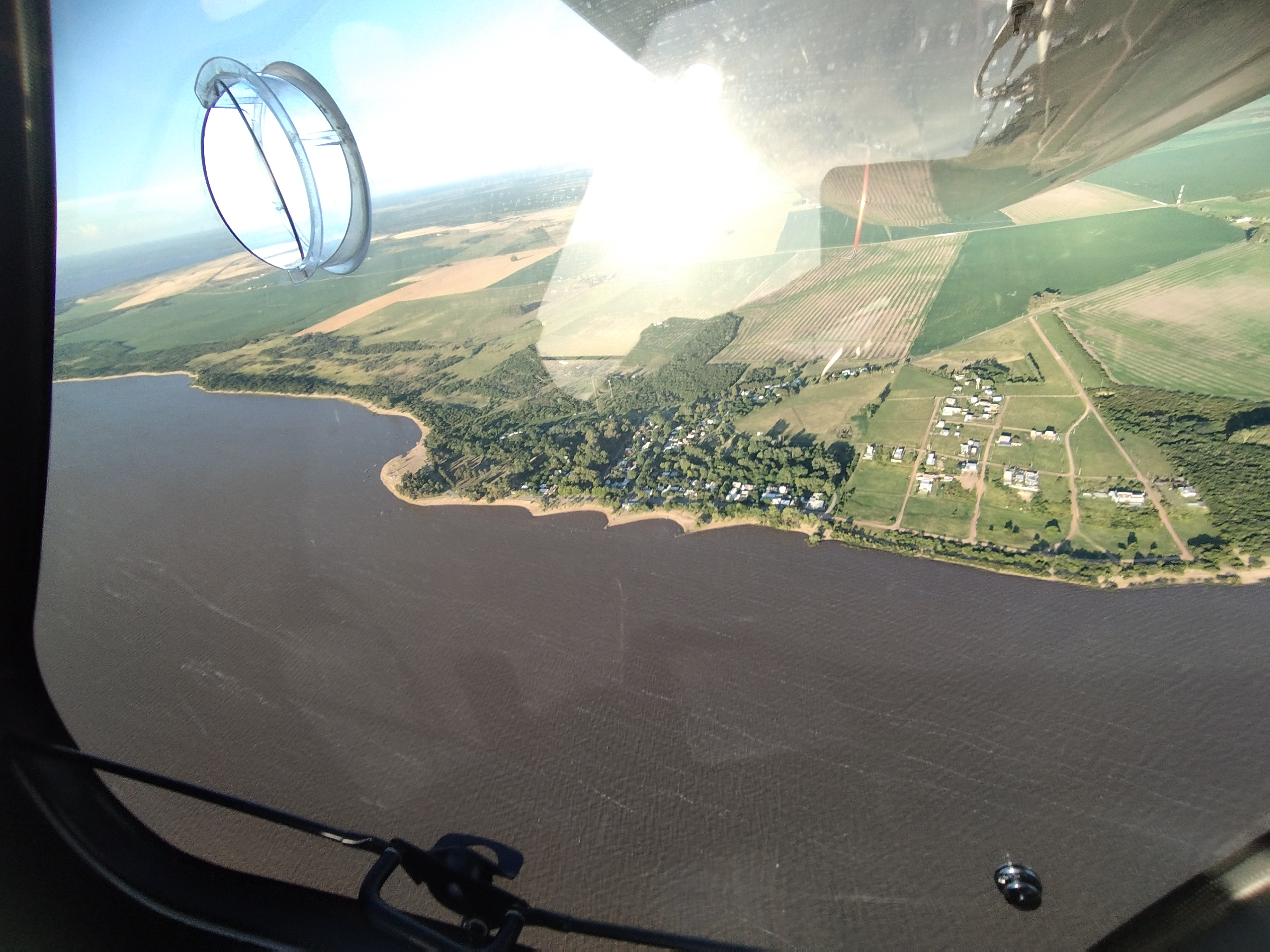
Balneario La Concordia en enero de 2024. Fotografía aérea.

La Concordia es una localidad balnearia en Uruguay del departamento de Soriano.

## Ubicación
La localidad se encuentra situada en la zona oeste del departamento de Soriano, sobre las costas del río Uruguay, al sur de la desembocadura del río San Salvador en el anterior río, y sobre camino conocido como de Ruiz a Dolores, 13 km al oeste de la ruta 21. Dista 24 km de la ciudad de Dolores.

## Servicios

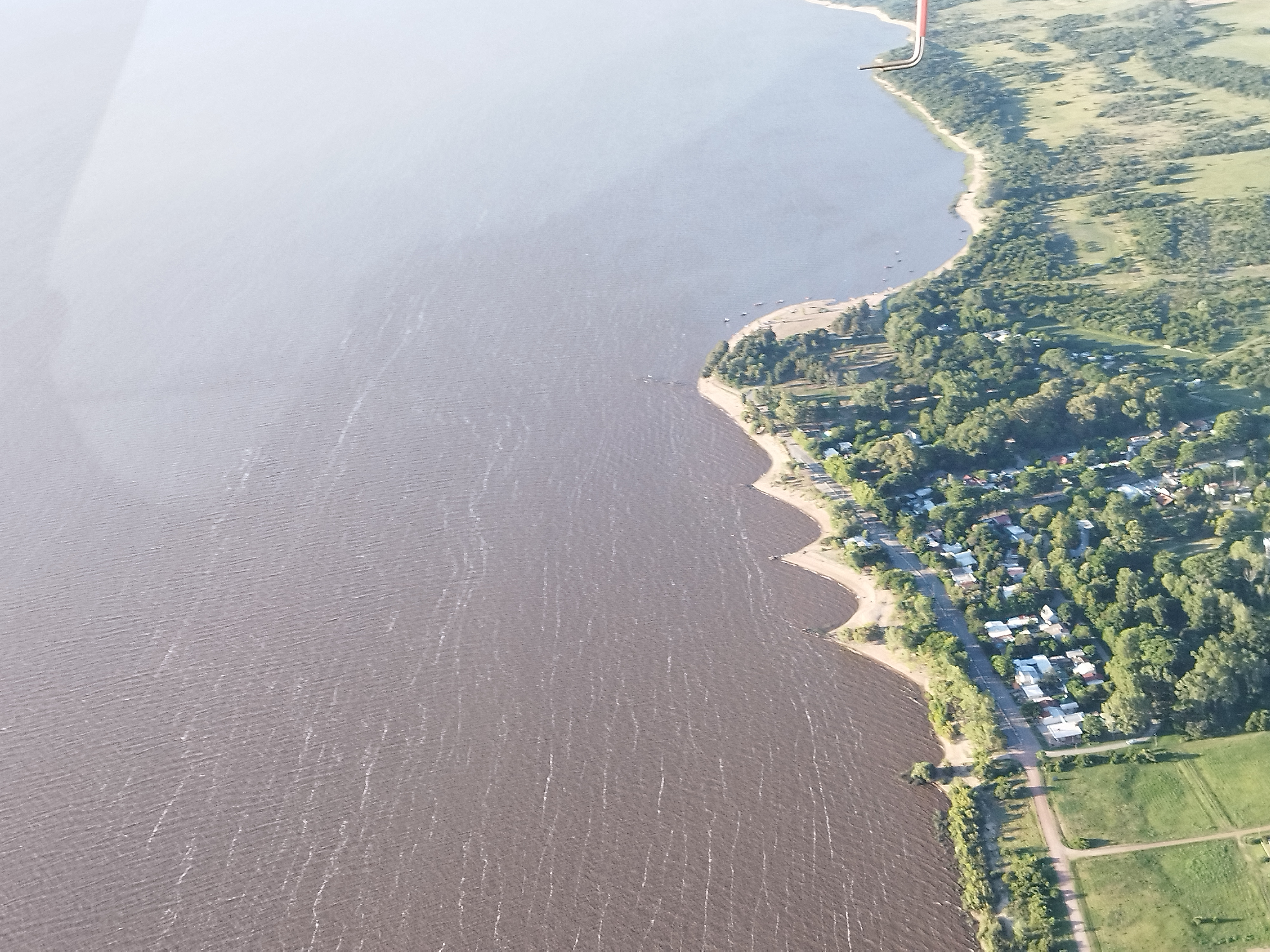
Balneario La Concordia en verano, 2024.

A pesar de ser una localidad pequeña, cuenta con servicios de telefonía cubiertos por Antel y Movistar, agua corriente y electricidad.

## Población
Según el censo de 2023 la localidad contaba con una población de 127 habitantes.
| 17            | 8 | 25 | 67 | 79 | 74 | 127 |
| (Fuente: INE) |   |    |    |    |    |     |